# 柯布-道格拉斯生产函数

Cobb–Douglas函數圖形示例
本圖形函數為：

柯布-道格拉斯生产函数，又稱Cobb–Douglas函數（Cobb–Douglas function），是個體經濟學上用來描述生產函數的常用函數之一。此函數最早由努特·維克塞爾提出，於1900年至1928年間經過Charles Cobb和Paul Douglas的統計驗證後確立。

## 函數
此函數常如此表示：
{\displaystyle Q=AL^{\alpha }K^{\beta }}
其中:
- {\displaystyle Q} = 總產出
- {\displaystyle L} = 投入的勞力（≥0）
- {\displaystyle K} = 投入的資本（≥0）
- {\displaystyle A} = 全要素生产率
- {\displaystyle \alpha }與{\displaystyle \beta }分別為勞力與資本的生產力彈性。

在较严格的情形下，要求上式的规模报酬恒定，则有：
{\displaystyle \alpha +\beta =1}
如果{\displaystyle \alpha +\beta <1}，意味着规模报酬递减，反之则递增。